# I liga seria A polska w piłce siatkowej kobiet (1990/1991)
I liga seria A polska w piłce siatkowej kobiet 1990/1991 – 55. edycja rozgrywek o mistrzostwo polski w piłce siatkowej kobiet.

## Drużyny uczestniczące
| | I liga seria A1990/1991 |   |      |
| --- | ----------------------- | - | ---- |
| BIE | BKS Stal Bielsko-Biała  | 1 | PEMK |
| KRA | Wisła Kraków            | 2 | PEZP |
| MIL | Płomień Milowice        | 3 |      |
| ŁÓD | ŁKS Łódź                | 4 |      |
| SŁU | Czarni Słupsk           | 5 |      |
| KAT | Kolejarz Katowice       | 6 |      |
| GDA | Gedania Gdańsk          | 7 |      |
| TOR | Budowlani Toruń         | 8 |      |
| | Awans z I ligi seria B  |   |      |
| Oznaczenia: - kolumna pierwsza – skróty nazw drużyn wpisane na mapie (jeśli ta została zamieszczona), - kolumna trzecia – miejsce zajęte przez daną drużynę w poprzednim sezonie. |                         |   |      |

## Klasyfikacja końcowa
| Miejsce | Drużyna                |
| ------- | ---------------------- |
| 1.      | BKS Stal Bielsko-Biała |
| 2.      | Gedania Gdańsk         |
| 3.      | Czarni Słupsk          |
| 4.      | Wisła Kraków           |
| 5.      | Kolejarz Katowice      |
| 6.      | Płomień Milowice       |
| 7.      | Budowlani Toruń        |
| 8.      | ŁKS Łódź               |

     spadek do serii B